# Sphecodes shillongensis
Sphecodes shillongensis är en biart som beskrevs av Blüthgen 1927. Sphecodes shillongensis ingår i släktet blodbin, och familjen vägbin. Inga underarter finns listade i Catalogue of Life.